# NGC 3453
NGC 3453 (również PGC 32707) – galaktyka spiralna z poprzeczką (SBb), znajdująca się w gwiazdozbiorze Hydry. Odkrył ją John Herschel 21 marca 1835 roku.